# Lijst van voetbalinterlands Benin - Niger
Deze lijst van voetbalinterlands is een overzicht van alle officiële voetbalwedstrijden tussen de nationale teams van Benin en Niger. De landen speelden tot op heden negen keer tegen elkaar. De eerste ontmoeting was een vriendschappelijke wedstrijd op 28 oktober 1979 in Abidjan (Ivoorkust). Het laatste duel, eveneens een vriendschappelijke wedstrijd, vond plaats in Porto-Novo op 11 augustus 2010.

## Wedstrijden
| № | Plaats     | Datum            | Competitie                   | Wedstrijd     | Uitslag |
| - | ---------- | ---------------- | ---------------------------- | ------------- | ------- |
| 1 | Abidjan    | 28 oktober 1979  | Vriendschappelijk            | Niger − Benin | 1 − 0   |
| 2 | Cotonou    | 15 februari 1982 | Vriendschappelijk            | Benin − Niger | 2 − 0   |
| 3 | Cotonou    | 16 augustus 1992 | Afrika Cup 1994 kwalificatie | Benin − Niger | 1 − 2   |
| 4 | Niamey     | 3 april 1993     | Vriendschappelijk            | Niger − Benin | 2 − 2   |
| 5 | Niamey     | 25 april 1993    | Afrika Cup 1994 kwalificatie | Niger − Benin | 4 − 1   |
| 6 | Cotonou    | 7 maart 2003     | Vriendschappelijk            | Benin − Niger | 1 − 1   |
| 7 | Niamey     | 14 juni 2008     | WK 2010 kwalificatie         | Niger − Benin | 0 − 2   |
| 8 | Cotonou    | 22 juni 2008     | WK 2010 kwalificatie         | Benin − Niger | 2 − 0   |
| 9 | Porto-Novo | 11 augustus 2010 | Vriendschappelijk            | Benin − Niger | 0 − 0   |

## Samenvatting
| Competitie              | Totaal gespeeld | Winst Benin | Gelijk | Winst Niger | Doelsaldo Benin – Niger |
| ----------------------- | --------------- | ----------- | ------ | ----------- | ----------------------- |
| WK-kwalificatie         | 2               | 2           | 0      | 0           | 4 − 0                   |
| Afrika Cup-kwalificatie | 2               | 0           | 0      | 2           | 2 − 6                   |
| Vriendschappelijk       | 5               | 1           | 3      | 1           | 5 − 4                   |
| Totaal                  | 9               | 3           | 3      | 3           | 11 − 10                 |

Wedstrijden bepaald door strafschoppen worden, in lijn met de FIFA, als een gelijkspel gerekend.
FBF · 
Benins vrouwenelftal · Olympisch elftal
Algerije ·
Angola ·
Burkina Faso ·
Burundi ·
Congo-Brazzaville ·
Congo-Kinshasa ·
Egypte ·
Equatoriaal-Guinea ·
Ethiopië ·
Gabon ·
Gambia ·
Ghana ·
Guinee ·
Guinee-Bissau ·
Ivoorkust ·
Kameroen ·
Lesotho ·
Liberia ·
Libië ·
Madagaskar ·
Malawi ·
Mali ·
Marokko ·
Mauritanië ·
Mozambique ·
Namibië ·
Niger ·
Nigeria ·
Oeganda ·
Oman ·
Rwanda ·
Sao Tomé en Principe ·
Senegal ·
Sierra Leone ·
Soedan ·
Tanzania ·
Togo ·
Tsjaad ·
Tunesië ·
Verenigde Arabische Emiraten ·
Zambia ·
Zimbabwe ·
Zuid-Afrika ·
Zuid-Soedan
FNF · Nigerees vrouwenelftal
Interlands
Tegenstander:
Algerije ·
Angola ·
Benin ·
Botswana ·
Burkina Faso ·
Burundi ·
Congo-Brazzaville ·
Congo-Kinshasa ·
Djibouti ·
Egypte ·
Equatoriaal-Guinea ·
Ethiopië ·
Gabon ·
Gambia ·
Ghana ·
Guinee ·
Ivoorkust ·
Kaapverdië ·
Kameroen ·
Lesotho ·
Liberia ·
Libië ·
Madagaskar ·
Mali ·
Marokko ·
Mauritanië ·
Mozambique ·
Namibië ·
Nigeria ·
Oeganda ·
Oekraïne ·
Senegal ·
Sierra Leone ·
Soedan ·
Somalië ·
Swaziland ·
Tanzania ·
Togo ·
Tsjaad ·
Tunesië ·
Zambia ·
Zuid-Afrika